# Hyphydrus maculatus
Hyphydrus maculatus är en skalbaggsart som beskrevs av Babington 1841. Hyphydrus maculatus ingår i släktet Hyphydrus och familjen dykare. Inga underarter finns listade i Catalogue of Life.